# 志多ら

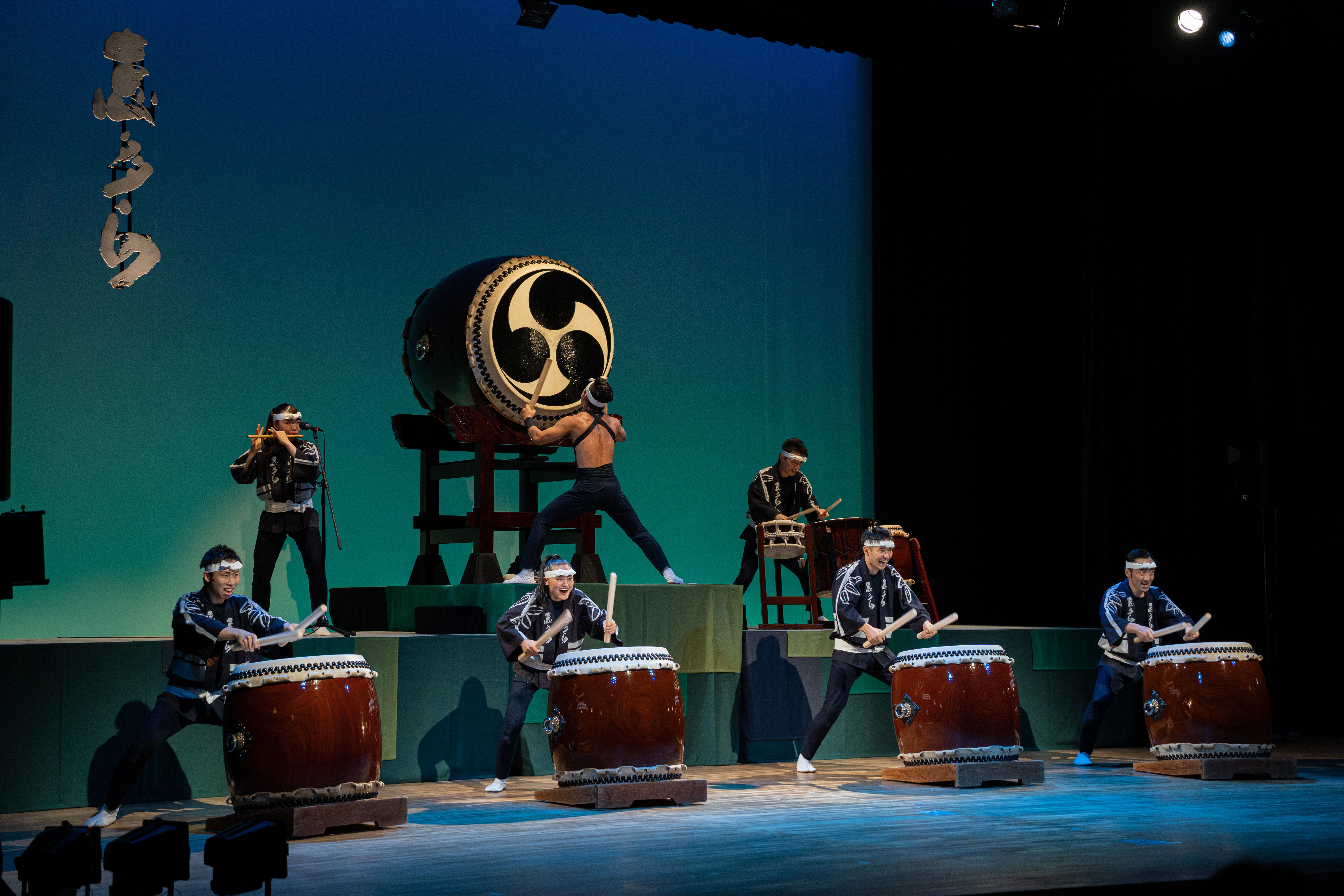
『神立風』

志多ら（しだら）は愛知県北設楽郡東栄町東薗目を拠点に活動するプロの創作和太鼓集団である。

## 概要

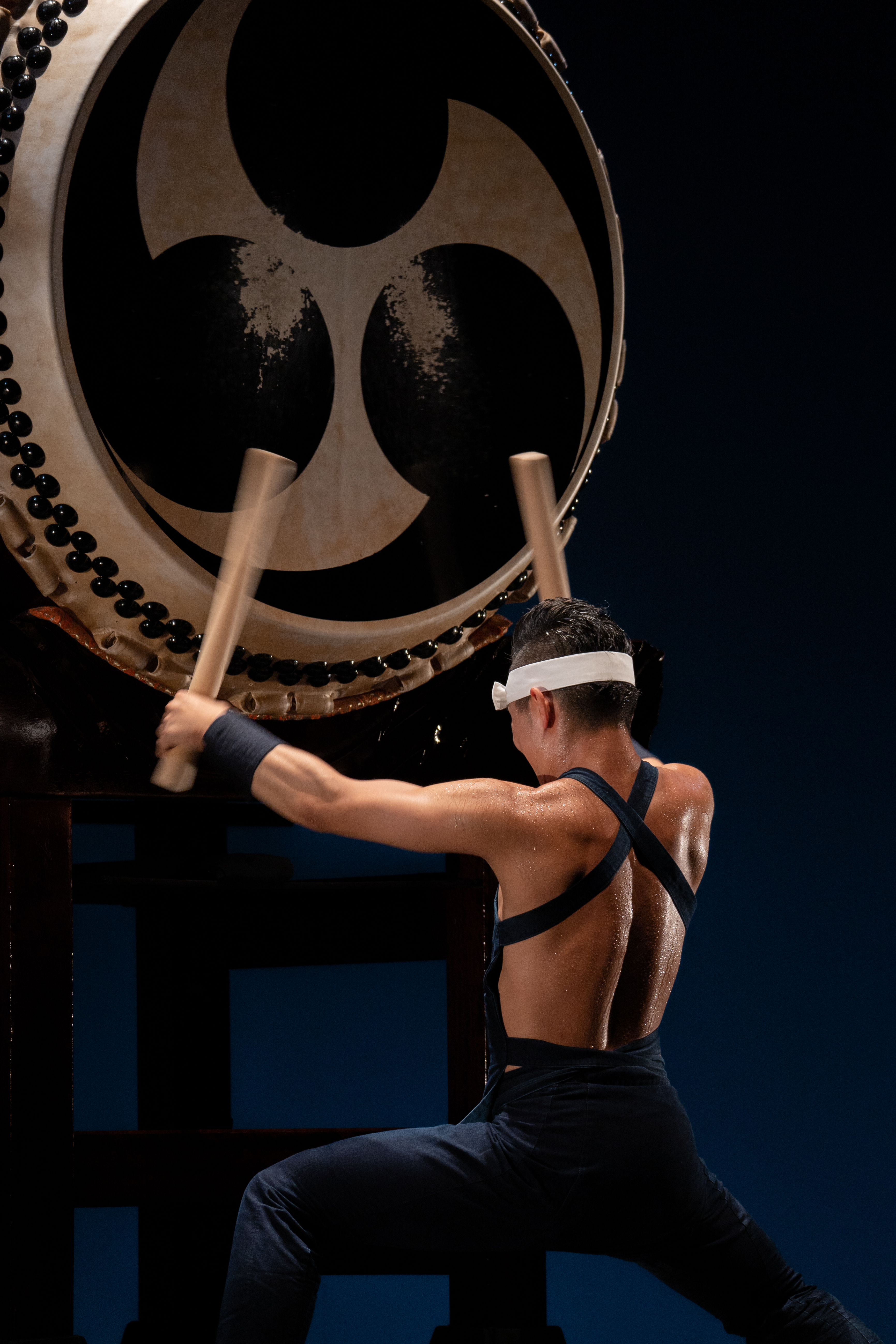
『大太鼓』

志多らは1989年、愛知県小牧市にて結成された。1990年7月に、愛知県北設楽郡東栄町の旧東薗目小学校（1990年3月31日閉校）に移転をする。以降、この旧東薗目小学校を拠点とし、奥三河の自然の中で創作活動を行いながら、日本全国、そして海外でも演奏活動を行う。2002年には、第1回東京国際和太鼓コンテストにて最優秀賞を受賞（組太鼓部門一般の部）。コンサートの他にも、学校公演、太鼓指導、ワークショップやイベントでの演奏を行っている。

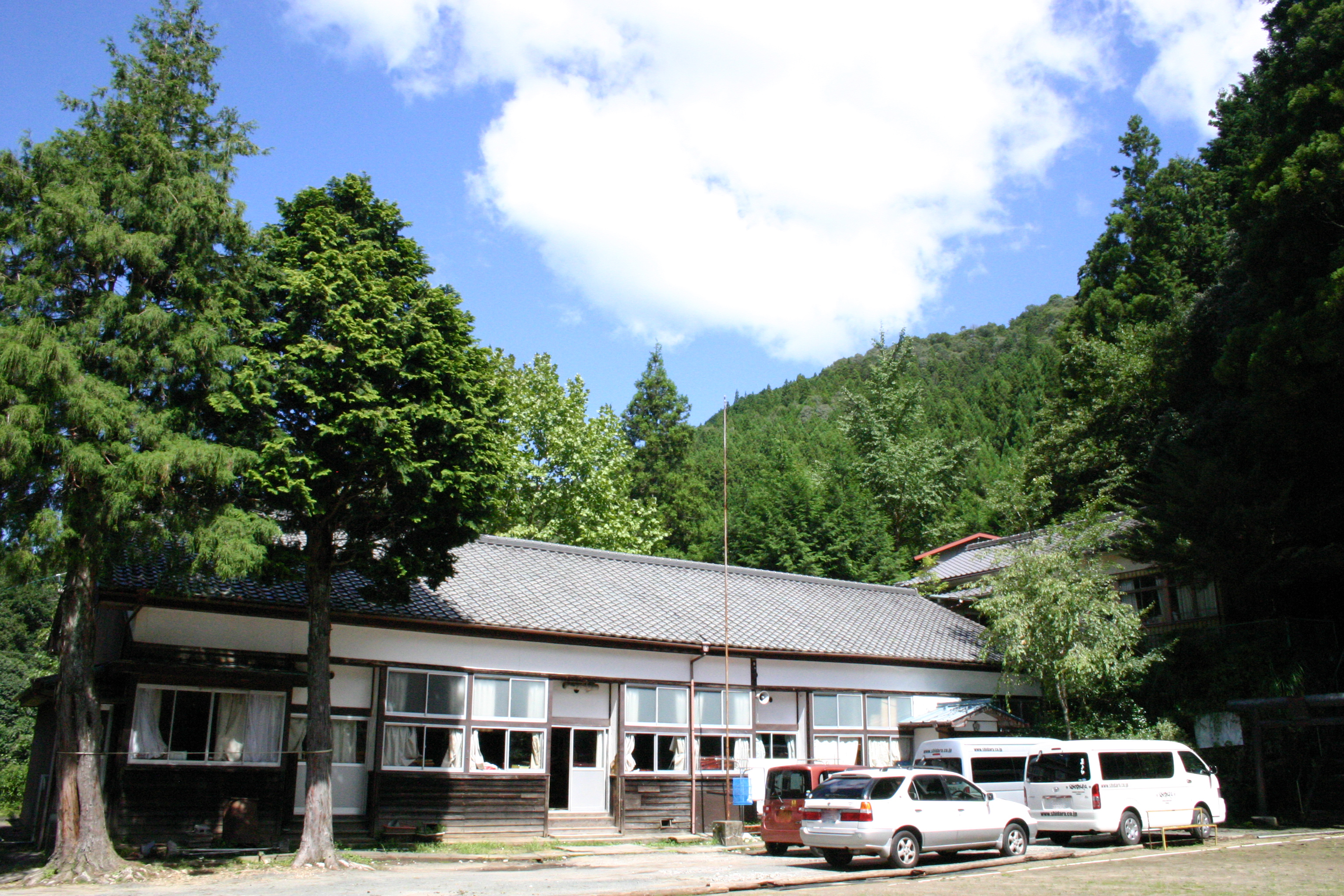
志多ら稽古場（旧東薗目小学校）

志多らの語源は、平安時代、農民達の間で広く信仰された神、志多良（設楽）神より。神事に手をたたいてうたう歌を「志多ら歌」といい、子供が手拍子をとって歌う遊技としても日本各地に残っている。現在の「ふしだら」という語源も、太鼓がうまく打てる者を「しだら」、打てない者を「ふしだら」といった事が始まりとされている。志を持った者達が集まり、一つの事を為し遂げていくという意味も込められている。

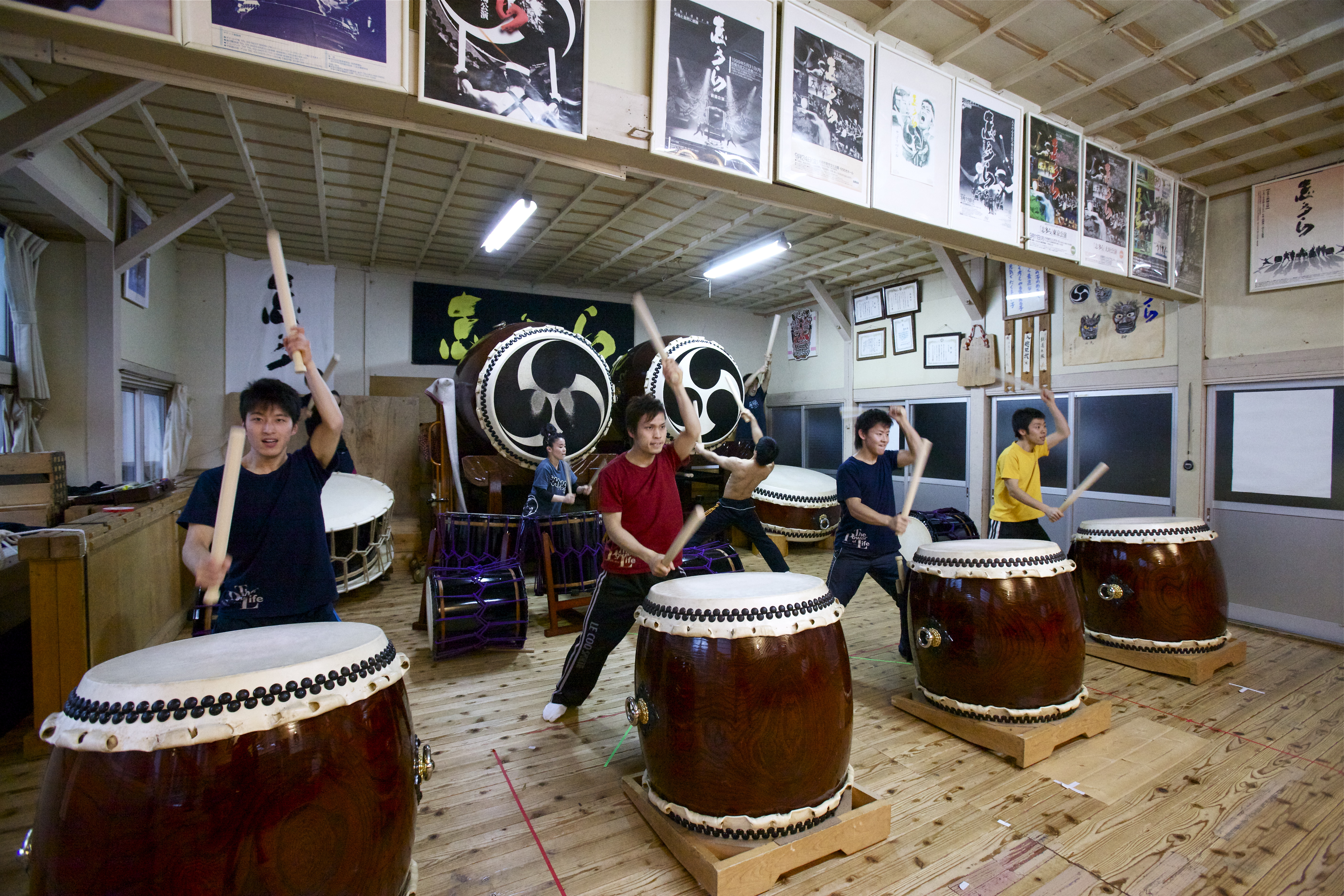
志多ら 稽古風景

1994年には、東栄町東薗目の花祭（国の重要無形民俗文化財）に「志多ら舞」を奉納。以降、毎年「志多ら舞」を東薗目花祭で奉納している。東薗目花祭の当日はもちろん、準備や片づけ、舞いの練習に至るまで、東薗目の住民として参加している。

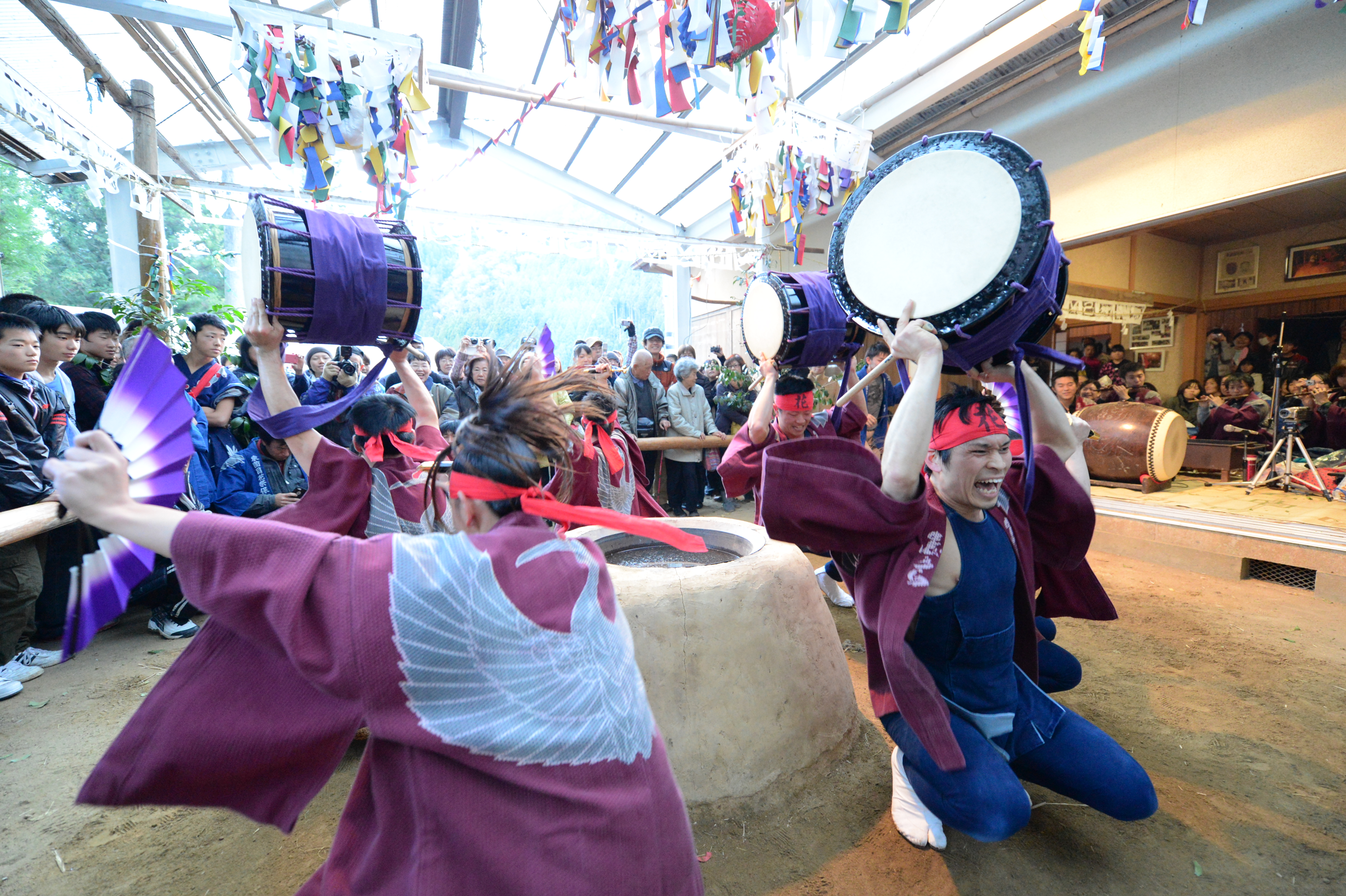
志多ら舞 奉納（東薗目花祭）

2010年には、地元協力者と共に、奥三河の地域活性化を目的に「NPO法人てほへ」を設立、公益活動事業を展開している。NPO法人てほへは、2013年度に「過疎地域自立活性化優良事例表彰」で総務大臣賞を受賞。また、2014年度に「ふるさとづくり大賞　団体表彰」にて総務大臣賞を受賞している。

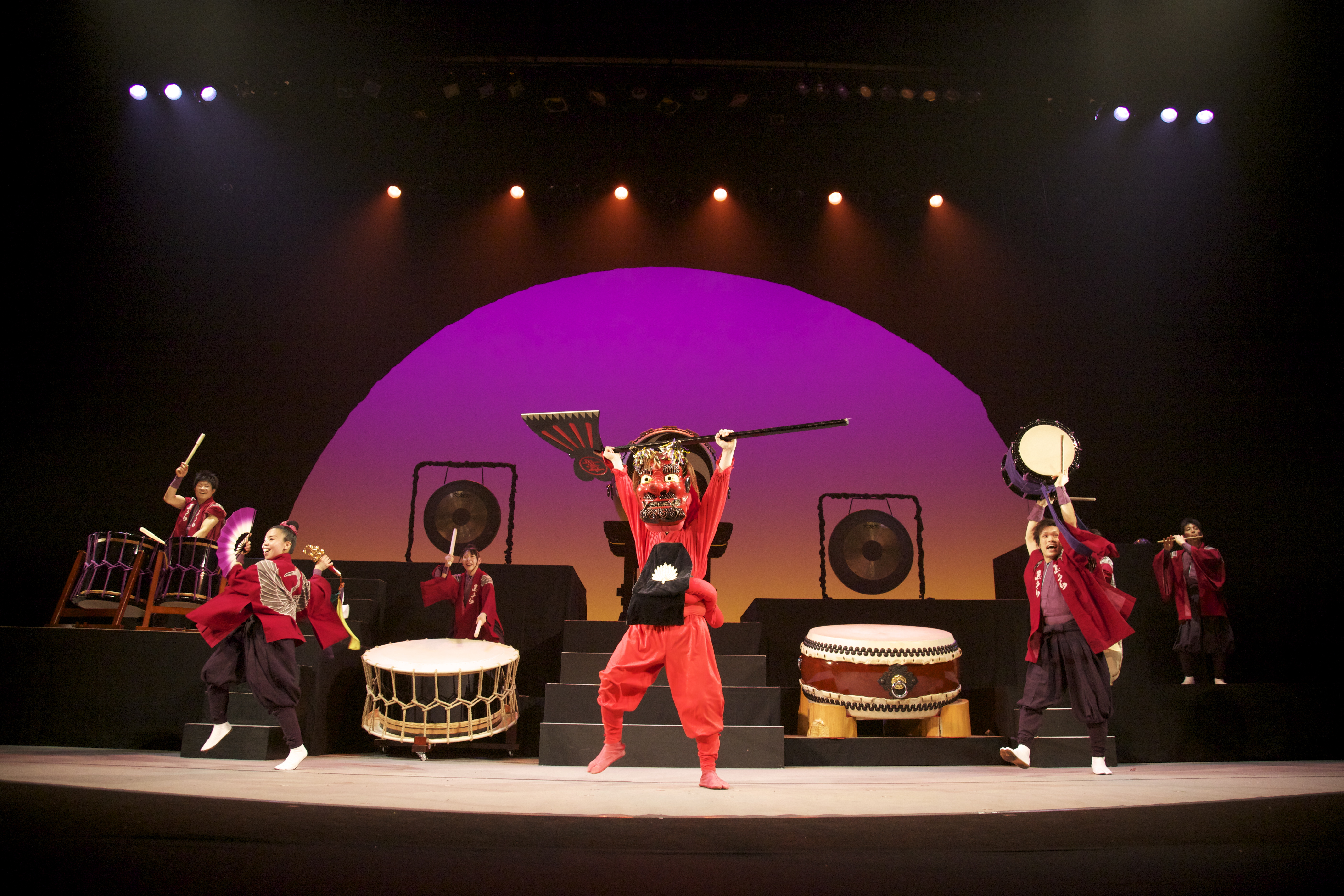
『花まつり 志多ら舞』

## 沿革
- 1989年　愛知県小牧市にて結成
- 1990年　本拠地を愛知県北設楽郡東栄町東薗目に移す
- 1994年　東栄町東薗目の国の重要無形民俗文化財・花祭に「志多ら舞」を奉納
- 1995年　NHKテレビ「日本まんなか紀行　二年目の花祭り」で放映される
- 1999年　セントオルヴフェスティバル･ノールランド音楽フェスティバルに出演（ノルウェー）
- 2000年　全国太鼓フェスティバル(岩手県陸前高田市)に出演し、NHK･BS放送･ハイビジョン放送で放映される
- 2002年　愛知県特殊教育推進連盟より表彰される
  - ブラズ・ブラザーズとDalhalla(スウェーデン)･Molde Jazz festival(ノルウェー)にて共演
  - 第1回 東京国際和太鼓コンテストにて最優秀賞を受賞(組太鼓部門一般の部)
- 2003年　韓国始興市主催のイベント「韓・日・樂」にて伝統的なパフォーマンスグループ「コットゥセ」と共演
  - 日韓ワールドカップ後一周年・世界民俗芸術祭に出演
  - 北アメリカ太鼓会議の｢2003 TAIKO JAM｣ にて演奏
  - 喜多郎コンサートにて共演（鳳来寺山開山1300年祭)
- 2004年　松任国際太鼓エクスタジア2004｢太鼓のチ･カ･ラ｣に出演
- 2005年　EXPO 2005 AICHI JAPAN（愛・地球博）にて多数演奏
  - 一龍斎貞水高座50周年特別記念公演「忠臣の義」にて人間国宝の講談師・一龍斎貞水、ジャズ舞踊家・三代真史と共演
- 2006年　五木ひろし特別公演(6月2日～25日) 歌・舞・奏スペシャルに出演(御園座)
  - 伝統的なサムルノリパフォーマンスグループ「コットゥセ」と始興市フェスティバル(韓国)他にて共演
  - 「アメリカツアー2006」ロサンゼルス他にて公演、ワークショップを開催
  - 「ライヴ祭来ツアー2006」を全国で公演
- 2007年　パーカッショニスト加藤訓子コンサート「スピリット」にて共演
  - 韓国伝統演戯団「コットゥセ」とシフン市フェスティバル(韓国)他にて共演
  - DVD「ライブ祭来」リリース
- 2008年　「峻嶺の郷(しゅんれいのさと)」ツアーを国立劇場（東京）など全国で公演
  - 「アメリカツアー2008」公演
- 2009年　志多ら結成20周年ツアー「悠久の道(とこしえのみち)」を全国で公演（～2010年）
  - DVD「峻嶺の郷」リリース
- 2010年　「アメリカツアー2010」をアメリカ全土にて公演
  - 上海万博にて演奏
  - 「子どものための優れた舞台芸術体験事業」(文化庁）を実施
  - 奥三河の地域活性化を目的に「NPO法人てほへ」を設立
  - CD「峻嶺の郷TOUR」リリース
- 2011年　川中美幸公演(1月2日～26日）に出演（御園座）
  - 「次代を担う子どもの文化芸術体験事業」（文化庁）を実施（～2013年度）
  - 全国ツアー「美しき、やまとうた～山紫水明」を公演
- 2012年　全国ツアー「蒼の大地　～今、ひとつになりて行かん」全国43ヶ所で公演（～2015年）
  - 奥三河観光協議会より「奥三河ふるさと観光大使」に任命される
- 2013年　愛知県豊橋市と文化芸術振興の提携協定を結ぶ
  - CD「志多ら Live Selection」リリース
  - DVD「蒼の大地 ～今、ひとつになりて、行かん」リリース
- 2014年　「文化芸術による子供の育成事業」(文化庁）を実施（～2017年度）
- 2015年　愛知県芸術文化選奨 文化賞受賞
  - 東栄町にて「和太鼓 絆 交流プロジェクト」をスタート（以降、毎年3月開催）
- 2016年　「いのちの力」ツアー公演
- 2017年　全国ツアー「息吹 ～IBUKI～」（～2018年）
  - CD「緒（いとぐち）」リリース
- 2018年　CD「緒（いとぐち）」　iTunes Store他、各音楽配信サイトから配信スタート
  - 30周年記念公演を豊川市、豊橋市、名古屋市で公演（～2019年）

- 2019年　全国ツアー「いのちの力」、全国ツアー「たすき」がスタート
  - ５月　アメリカツアー（カリフォルニア州、アリゾナ州）
- 2020年　DVD「たすき」リリース
  - YouTube Liveにて生演奏のライブ配信がスタート
- 2021年　全国ツアー「いのちの力」豊橋公演、新城公演、半田公演、瑞浪公演
  - 有料ライブ配信　ONLINE　LIVE「春の福袋」「葉月のソワレ」
  - ラグナシア内アートシアター（愛知県蒲郡市）にて公演
- 2022年　全国ツアー「いのちの力」豊川公演
  - 「響奏」ツアー　名古屋公演、豊川公演、半田公演
  - 「郷唄　～さとうた～」ツアー　瀬戸公演、大垣公演、新城公演、豊橋公演、浜松公演、東栄公演
  - 東文化小劇場開館20周年＆リニューアルオープン記念「曙光」
  - CD「さとのうた」リリース、各音楽配信サイトから配信スタート
- 2023年　「志多ら展 ～コロナ時代を歩んだ演奏家たちの3年間～」名古屋市・東栄町にて開催
  - 「響奏」ツアー 豊橋公演、飯田公演
  - 「郷唄　～さとうた～」ツアー 豊田公演、豊明公演

## 受賞
- 第1回 東京国際和太鼓コンテスト（組太鼓部門一般の部）最優秀賞（2002年）
- 愛知県特殊教育推進連盟より表彰（2002年）
- 豊橋市文化奨励賞（2010年）
- 愛知県芸術文化選奨 文化賞（2015年）

## メンバー
演奏メンバーは8名、サポートメンバーが2名（2024年5月現在）。その他、制作スタッフ、研修生が在籍している。研修生は2年間の研修期間を終えた後、メンバー選考が行われる。
メンバー
- 宮﨑 光政（みやざき みつまさ）
- 鬼頭 孝幸（きとう たかゆき）
- 元（げん）
- 福家 さくら（ふけ さくら）
- 澤田 龍貴（さわだ りき）
- 布施 洸芽（ふせ こうが）
- 坂本 奏弦（さかもと そうる）
- 山田 美翔（やまだ みう）

サポートメンバー
- 鬼頭 沙知（きとう さち）
- 田中 利奈（たなか りな）

## ディスコグラフィー

### アルバム
- 峻嶺の郷TOUR（2010年）
- 志多ら Live Selection（2013年）
- 緒（2017年12月13日）
- さとのうた（2022年7月27日）

### DVD
- ライブ祭来（2007年）
- 峻嶺の郷（2009年）
- 蒼の大地 ～今、ひとつになりて、行かん（2013年）
- たすき（2020年9月16日）